# فيليب بارلو
فيليب بارلو (بالإنجليزية: Philip Barlow)‏ هو رسام جنوب أفريقي وأمريكي، ولد في 1950 في بيترماريتزبرغ في جنوب أفريقيا.